# Getebergsäng

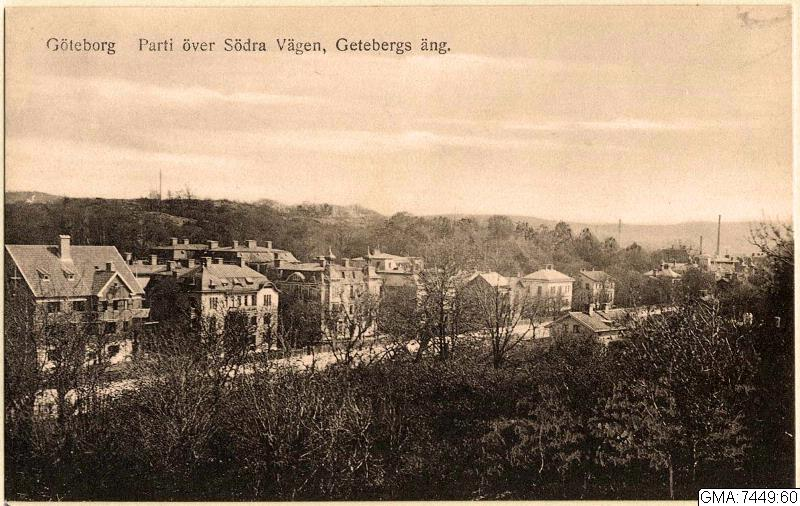
Getebergsäng omkring 1900–1910.

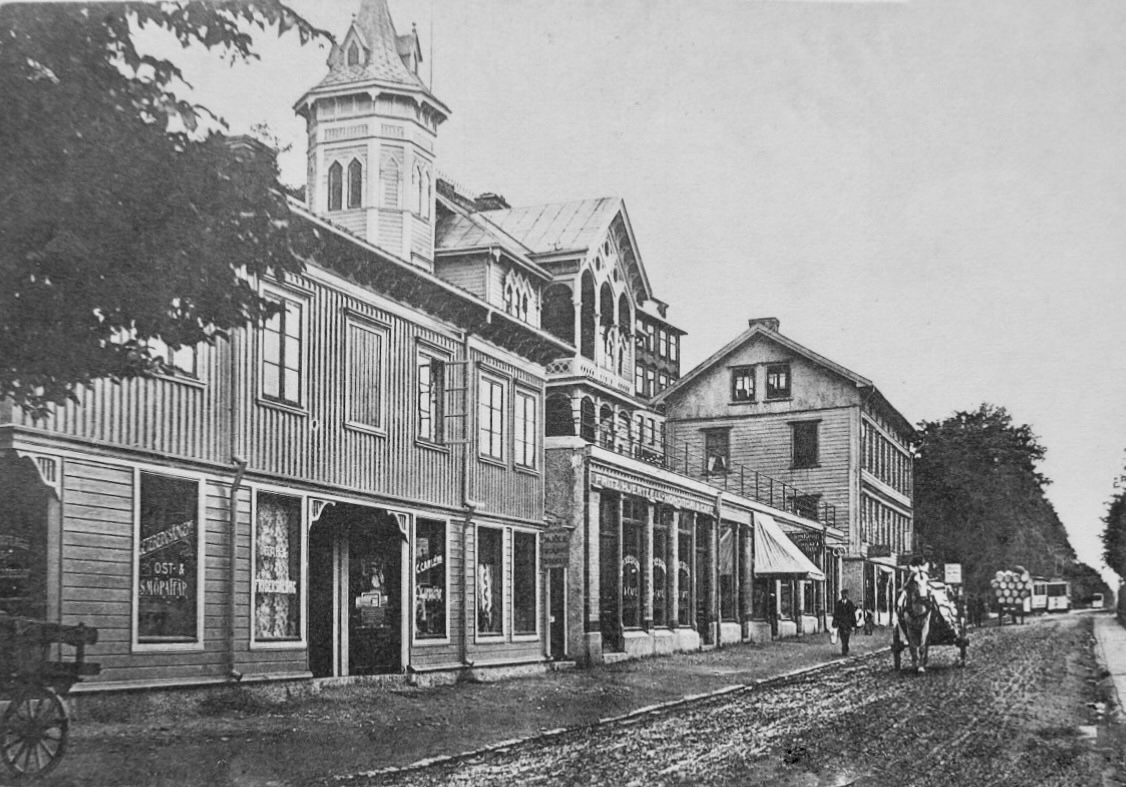
Getebergsäng, 1909.

Getebergsäng är ett cirka 575 meter långt område i 40:e kvarteret Getebergsängen vid Södra Vägen i stadsdelen Heden i Göteborg. Getebergsäng är känt för sina tidigare trävillor och för närheten till Liseberg, eftersom spårvagnshållplatsen Liseberg Södra (tidigare Getebergsäng) ligger precis vid södra entrén. Bergsryggen längs områdets östra sida heter Geteberget, och är 38 meter högt. Cirka 15 villor och friliggande landshövdingehus uppfördes längs Södra vägen under åren 1870–1920. 
Namnet Getabergs Broon förekommer 1639, och Getebergsledet gick vid stadens gamla gräns mot Krokslätt. År 1766 hittas namnet i samband med bebyggelse på platsen och år 1720 som namn på "ledet" (grinden) mot Krokslätt. Betydelsen är sannolikt "berget där getter brukar gå." Göteborgshistorikern C.R.A. Fredberg skriver 1922 om platsen: "-- en utmärkt, fast något sank tummelplats i fordomtima för traktens getter och får och andra kreatur." 
I det dåvarande Göteborg - vid den södra utfarten ur staden - var Getebergsängen endast en lantlig utkant mellan branta bergknallar. Området tillhörde stadens donationsjord, som på 1860-talet förbereddes för villor. Planen för Göteborgs utvidgning kom 1866 och 1870 fick området en egen plan för villabebyggelse. Cirka sjutton villor eller villaliknande hus i trä uppfördes under första hälften av 1870-talet, avsedda för en eller flera familjer. Bebyggelsen var noggrant reglerad, och husen måste uppföras nio meter från gatan i en till två våningar. Högväxande träd planterades mellan husen. 
De arton tomterna - orienterade från norr till söder - var år 1888 benämnda A till U. År 1923 fanns det 19 hus uppförda i 40:e kvarteret Getebergsängen i 15:e roten.

## Byggnader
- Villa Hanneberg, Mölndalsvägen 5.[9]
- I huset Södra vägen 44 låg "Filialpostkontoret."[10]
- Wilhelmsberg, föregångaren till. Huset vid Södra vägen 50 i kvarteret 40:5 ritades av arkitekt Anton Heres och ägdes före flytten från egendomen Wilhemsberg av biskop Carl Fredrik af Wingård. År 1815 uppfördes den äldsta delen alternativt kring mitten av 1800-talet. En om- och tillbyggnad skedde cirka 1865 efter ritningar av Victor von Gegerfelt, varefter huset hade tio rum och kök i två våningsplan. Villan köptes 1896 av bildhuggeri- och stuckatörbolaget C. Junghänel och Richter och användes därefter både som bostad för anställda samt ateljé.
- Södra vägen 62, ritades av Victor von Gegerfelt 1874.
- Med den senare adressen Södra vägen 68 låg Ahlströms ögonsjukhus 1893-1928. Ett privat ögonsjukhus hade 1891 etablerats i Göteborg av ögonläkaren Gustaf Ahlström (1862-1955). Robert Dickson var en av hans patienter, och 1893 donerade Dickson ett sjukhus till Ahlström med 22 vårdplatser - Västsveriges enda ögonklinik. Det byggdes 1901 ut till 40 sängplatser och drevs med fortsatt stöd av Dickson, men även med bidrag från staden. Ahlström utsågs 1910 till professor i Lund, då J. Albin Pihl (1868-1928) övertog kliniken och drev den fram till sin död 1928. Många av patienterna med svåra skador kom från stenindustrin i Bohuslän. Sahlgrenska sjukhuset fick en ögonläkare först 1910, Magnus Sundqvist (1868-1935).[11][12]